# オリンピック景気
オリンピック景気（オリンピックけいき）あるいは、五輪景気（ごりんけいき）とは、日本における1962年（昭和37年）11月から1964年（昭和39年）10月までにかけての高度経済成長時代の好景気の名称（通称）である。

## 経緯
1964年10月に東京オリンピックが初開催されることに伴って交通網の整備や競技施設が必要となり、東海道新幹線や首都高速道路などのインフラや国立競技場、日本武道館などの競技施設が整備され建設需要が高まった。またオリンピックを見るためにテレビを買ったり、実際にオリンピック会場へ見に行く移動なども影響し好景気となった。

## 景気後退
オリンピックが終わると建設需要やテレビなどの需要が減少し、不況（証券不況、昭和40年不況や構造不況とも呼ばれる）が到来した。